# 1558
Évszázadok: 15. század – 16. század – 17. század
Évtizedek: 1500-as évek – 1510-es évek – 1520-as évek – 1530-as évek – 1540-es évek – 1550-es évek – 1560-as évek – 1570-es évek – 1580-as évek – 1590-es évek – 1600-as évek
Évek: 1553 – 1554 – 1555 – 1556 –  1557 – 1558 – 1559 – 1560 – 1561 – 1562 – 1563

## Események

### Határozott dátumú események
- február 22. – Jéna egyetemének megnyitása.
- március 15. – Kolozsvár évi négy országos vásár tartására kap jogot.[1]
- március 27.-április 3. – A tordai országgyűlés engedélyezi a katolikus és lutheránus vallás szabad gyakorlását, de tiltja a kálvini tanok terjesztését.[2]
- október 18. – A spanyolországi Cigalesben meghal Mária magyar királyné.[3]

### Határozatlan dátumú események
- az év folyamán – Pori finn város alapítása.

## Az év témái

### 1558 az irodalomban
- Angliában megjelenik John Knox az „Első trombitaszó a szörnyűséges asszony-uralom ellen” című műve.[4]

## Születések
- október 12. – Miksa osztrák főherceg, a Német Lovagrend nagymestere († 1618)

## Halálozások
- február 18. – Habsburg Eleonóra francia királyné (* 1498)
- április 15. vagy április 18. – Hürrem, rutén származású oszmán Szultána, Nagy Szulejmán felesége (* 1500 körül)
- szeptember 21. – V. Károly német-római császár (* 1500)
- október 18. – Habsburg Mária magyar királyné, Németalföld kormányzója (* 1505)
- november 17. – I. Mária angol királynő, „Véres Mária”[5] (* 1516)